# Kyle Spain
Kyle Spain (Newark, 5 gennaio 1987) è un cestista statunitense, professionista nella NBDL e in Europa.